# Desa Panumbangan (administrativ by i Indonesien, lat -7,05, long 106,83)
Desa Panumbangan är en administrativ by i Indonesien.   Den ligger i provinsen Jawa Barat, i den västra delen av landet, 90 km söder om huvudstaden Jakarta.